# Alphamenes usitatus
Alphamenes usitatus är en stekelart som först beskrevs av Fox 1899.  Alphamenes usitatus ingår i släktet Alphamenes och familjen Eumenidae. Inga underarter finns listade i Catalogue of Life.